# Makchang gui
Se llama makchang gui a un plato coreano consistente en gopchang (intestino delgado de cerdo) a la parrilla. Es parecido a las gallinejas, pero asado a menudo sobre carbón. Suelen presentarse con una salsa clara de pasta de judía y cebolleta picada. Es una especialidad local de Daegu y la región circundante de Gyeongsang.
- Datos: Q6738866
- Multimedia: Makchang / Q6738866